# 长得像希特勒的猫
《長得像希特勒的貓》（英語：Cats That Look Like Hitler）是一個諷刺網站，裡面收錄了許多長得像德國1933年至1945年在位的元首阿道夫·希特勒的貓咪照片。這類貓在網路上通常被稱「Kitler」 。 這些貓多為斑點，鼻子下方有一塊明顯的黑斑，形似希特勒標誌性的卫生胡，表情也略顯嚴肅。有些貓頭上還有斜斜的黑色斑塊，看起來宛如他的刘海。這個網站由庫斯·普萊格特（Koos Plegt）和保羅‧內夫（Paul Neve）在2006年創立，後來因為在歐洲和澳洲的幾個電視節目出現而變得很有名。後來網站改由內夫一人經營。截至2013年2月為止，他已經核准超過7,500張貓的照片。

## 流行文化
2010年7月，斯蒂芬·科拜尔在《科尔伯特报告》節目中提到了這個網站。這個網站也常被已停刊的澳洲遊戲雜誌《Total Gamer》提及，而且在紐西蘭也因為布拉德·瓦特森（Brad Wattson）在節目《Edge Nightshow》裡說他的貓「Piggles」是全球第一名的「喵特勒」（Kitler）而變得很有名。網站還曾短暫出現在電影《社群網戰》（The Social Network）中。 
貓咪一直是網路文化的元素，《長得像希特勒的貓》可以被视为網路貓咪文化的一個分支。2011年，《每日电讯报》報導了一隻因為長得像希特勒而一直找不到領養人的貓。 
《泰晤士报》記者本·馬切爾（Ben Machell）訪問過一些因為外表特殊而走紅的貓咪飼主，包括這個網站上的貓，他認為貓咪神秘的氣質和個性，讓人們很容易把自己的情感和想像投射到牠們身上，他也提到了古埃及人對貓咪的崇拜。 
2021年，美國堪薩斯城新聞台KCTV5的氣象主播在「Caturday」節目中播出了一隻名叫「Kitler」、長得像希特勒的貓照片後，引發爭議並公開道歉。該單元結合天氣報告和觀眾投稿的本地貓咪照片。

## 外部連結
- 官方网站